# بيرديكاس الثاني المقدوني
بيرديكاس الثاني المقدوني (باليونانية القديمة:Περδίκκας B' ὁ Μακεδὼν) كان ملك مملكة مقدونيا القديمة حكم من حوالي العام 454 ق.م. إلى حوالي العام 413 ق.م. كان ابن الملك المقدوني الإسكندر الأول وأخ أليكتاس الثاني المقدوني خلف أخاه ألكيتاس الثاني على عرش مقدونيا.

## بداية حكمه
بعد موت الإسكندر الأول والد بيرديكاس الثاني في العام 452 قبل الميلاد، بدأت مقدونيا بالتفكك. وأصبحت القبائل المقدونية شبه مستقلة ذاتيا إلا أنها بقيت متحالفة مع ملكها المقدوني وبحلول العام 434 قبل الميلاد تحدى فيليبوس (أخ بيرديكاس) أخاه بيرديكاس على عرش مقدونيا بعد أن حصل على دعم أثينا والملك ديرداس عاهل إليميا. فكان رد بيرديكاس هو إثارة التمرد في عدد من مدن الجزية الأثينية، ومن ضمنها بوتيدايا ليضعف بذلك قوة أثينا.
كان رد أثينا على ذلك قويا، حيث أنها أرسلت 1000 (فرقة هوبليتس) و30 سفينة إلى مقدونيا قاموا بالاستيلاء على الخليج الثيرمي. واستمروا بزحفهم وحاصروا مدينة بيدنا، حيث تلقوا تعزيزات أخرى كان حجمها 2000 (فرقة هوبليتس) و40 سفينة. وبينما هم محاصرين لمدينة بيدنا، وصلتهم أخبار بأن كورنث أرسلت قوة من 1600 (فرقة هوبليتس) و400 جندي خفيف لدعم بوتيدايا، ولمواجهة هذا التهديد الجديد اضطرت أثينا إلى التحالف مع بيرديكاس والمضي إلى إنقاذ بوتيدايا.

## بين أثينا وتراقيا
كسر بيرديكاس المعاهدة فورا وسار هو الآخر إلى بوتيدايا، وبالرغم من انتصار الأثينيين، إلا أن المعركة (سوية مع معركة سيبوتا) أدت إلى الحرب البيلوبونيسية والتي حطمت هيمنة أثينا في اليونان القديمة نهائيا.
دخلت أثينا في العام 431 قبل الميلاد، في تحالف مع الملك سيتاكيس عاهل تراقيا بعد زواج الأثيني نيمفودوروس من أخت سيتاكيس. نيمفودوروس فاوض في الاتفاقية بين أثينا وبيرديكاس والتي كانت من نتائجها استعادة بيرديكاس لللخليج الثيرمي، سحب أثينا دعمها لفيليبوس، إعطاء بيرديكاس وعدا بمساعدته في حال تم أسره. وبالمقابل قام بيرديكاس بالزحف على الخالكيديين، الناس الذين سبق أن أقنعهم بالتمرد على أثينا.

## التحالف مع أسبرطة
لم يدم التحالف بين بيرديكاس وأثينا طويلا إذ أن بيرديكاس قام بكسر تحالفه معهم للمرة الثانية وأرسل 1000 جندي لدعم هجوم أسبارطي على أكارنانيا في العام 429 قبل الميلاد ولكن جنوده وصلوا أكارنانيا متأخرى ن جدا (ثوكيدايديس 2.80).
وردا على هذا، غزا سيتاكيس مقدونيا بعد أن تلقى وعدا بالدعم من أثينا. هذا الدعم الذي ما تحقق، وهنا استعمل بيرديكاس مرة أخرى الدبلوماسية لضمان بقاء مقدونيا. حيث أنه وعد ابن أخ سيتاكيس بإعطائه يد أخته للزواج فقام الشاب بإقناع عمه بالتخلي عن الهجوم.
دخل بيرديكاس بعد هذه الأحداث في تحالف مع الأسبارطيين، وفي العام 424 قبل الميلاد قام بمساعدة الأسبارطي براسيداس لأخذ أمفيبوليس المستعمرة الأكثر أهمية بالنسبة للأثينيين، لأنها كانت تزودهم بالخشب الضروري لبناء السفن، كانت هذه الضربة ضربة حادة تلقتها أثينا، لأنها اضطرت بعدها للتزود بالخشب المقدوني لسنوات قادمة، الأمر الذي قوى الاقتصاد المقدوني إلى حد كبير. مقابل هذا، قام الأسبارطيون بمساعدة بيرديكاس في ضمان وحماية حدوده، وذلك عن طريق شنهم لهجوم على الملك أرهابايوس عاهل لينكوس، بعد أن تلقوا وعدا بالحصول على الدعم من قبل الإليريين.

## انقلاب إليريا
قام الإليريون بنقل تحالفهم من جهة لأخرى وهاجموا بيرديكاس وحلفائه الأسبارطيين. وبسبب التدريب الضعيف للقوات المقدونية فقد انسحبت مقدونيا من أرض المعركة، الأمر الذي دفع الأسبارطيون للتراجع أيضا وكرد على هروب المقدونيين قاموا بمهاجمة فرق الأمتعة والإمداد المقدوني. أدت هذه الأحداث إلى تردي العلاقات بين مقدونيا والبيلوبونيسيين لسنوات عديدة، وإلى ميل بيرديكاس إلى أثينا، حيث عاد وتحالف معهم في العام 423 قبل الميلاد.
بحلول العام 417 قبل الميلاد، ترك بيرديكاس الأثينيين وانضم إلى التحالف (الأرغوسي - الأسبارطي). وبعد مضي أربعة سنوات، وبسبب ضغط أثينا عليه، تخاصم بيرديكاس مع البيلوبونيسيين، وساعد أثينا في هجومهم على أمفيبوليس.

## وفاته
وفي العام 413 ق.م. توفي بيرديكاس وترك العرش لابنه أرخيلاوس الأول.